# Alfie Allen
Alfie Evan Allen (Hammersmith, 1986. szeptember 12. –) angol színész. 
Legismertebb szerepe Theon Greyjoy az HBO Trónok harca című fantasysorozatában. 2019-ben Primetime Emmy-díjra jelölték, mint legjobb férfi mellékszereplő drámasorozatban. Testvére Lily Allen énekesnő.

## Fiatalkora és családja
Allen Londonban, Hammersmith-ben született; Allison Owen (1961-) filmproducer, és a walesi születésű színész, Keith Allen (1953-) gyermekeként. Testvére Lily Allen énekesnő. Sam Smith brit énekes harmad-unokatestvére.
A  Windlesham House School-ban tanult Sussex-ben, majd a St John's College-ben, Portsmouth-ban, és a Fine Arts College-ben, Hampstead-ben. 

## Színészi pályafutása
Első szakmai megjelenése 1998-ban volt a You Are Here című filmben. Még ugyanebben az évben volt látható nővérével, Lilyvel az Elizabeth című történelmi filmdrámában, amelynek édesanyjuk volt a producere.
2004-ben az ÖcsiKém 2. – A londoni küldetés című filmvígjátékban tűnt fel, amelyet nagybátyja, Kevin Allen rendezett. 2007-ben a Vágy és vezeklésben szerepelt. Egy évvel később A másik Boleyn lány című filmben a király küldönce volt. 2011 és 2019 között a Trónok harca fantasysorozatban Theon Greyjoyt formálta meg. 2014-ben a John Wick című filmben is megjelent, negatív szerepben.
2018-ban a Predator – A ragadozó, 2019-ben a Jojo Nyuszi című filmekben kapott szerepeket.

## Filmográfia

### Film
| Év   | Magyar cím                           | Eredeti cím                            | Szerep          | Magyar hang     |
| ---- | ------------------------------------ | -------------------------------------- | --------------- | --------------- |
| 1998 |                                      | You Are Here                           | fiú             |                 |
| 1998 | Elizabeth                            | Elizabeth                              | Arundel fia     |                 |
| 2004 | ÖcsiKém 2. – A londoni küldetés      | Agent Cody Banks 2: Destination London | Berkhamp        | Kováts Dániel   |
| 2005 | Stoned – Brian Jones halála          | Stoned                                 | Harry           |                 |
| 2006 |                                      | Sixty Six                              | Tout fiatalon   |                 |
| 2007 |                                      | Cherries (rövidfilm)                   | James           |                 |
| 2007 | Vágy és vezeklés                     | Atonement                              | Danny Hardman   |                 |
| 2008 |                                      | Flashbacks of a Fool                   | Kevin Hubble    |                 |
| 2008 | A másik Boleyn lány                  | The Other Boleyn Girl                  | király küldönce | Szvetlov Balázs |
| 2009 |                                      | Boogie Woogie                          | fotóművész      |                 |
| 2010 |                                      | Soulboy                                | Russ Mountjoy   |                 |
| 2010 |                                      | The Kid                                | Dominic         |                 |
| 2010 |                                      | Freestyle                              | Jez             |                 |
| 2011 |                                      | Powder                                 | Wheezer         |                 |
| 2013 |                                      | Confine                                | Henry           |                 |
| 2014 |                                      | Plastic                                | Yatesey         |                 |
| 2014 | John Wick                            | John Wick                              | Joszef Taraszov | Fehér Tibor     |
| 2016 | Járvány                              | Pandemic                               | Wheeler         |                 |
| 2018 | Predator – A ragadozó                | The Predator                           | Lynch           | Előd Álmos      |
| 2019 | Hogyan lettem befolyásos fiatal csaj | How to Build a Girl                    | John Kite       | Szűcs Péter Pál |
| 2019 | Jojo Nyuszi                          | Jojo Rabbit                            | Finkel          | Molnár Levente  |
| 2021 |                                      | La Cha Cha                             | Dooty Davies    |                 |
| 2021 | Az éjszaka fogai                     | Night Teeth                            | Victor          | Fehér Tibor     |
| 2024 |                                      | McVeigh                                | Timothy McVeigh |                 |

### Televízió
| Év        | Magyar cím                    | Eredeti cím                 | Szerep              | Megjegyzés                                                  |
| --------- | ----------------------------- | --------------------------- | ------------------- | ----------------------------------------------------------- |
| 1988      |                               | The Comic Strip Presents... | gyermek             | 1 epizód                                                    |
| 1988      |                               | You Are Here                | fiú                 | tévéfilm                                                    |
| 1999      |                               | Spaced                      | gördeszkás          | 1 epizód                                                    |
| 2005      | Légi mentők – visszaszámlálás | The Golden Hour             | Clive               | 1 epizód                                                    |
| 2005      |                               | Jericho                     | Albert Hall         | minisorozat (1 epizód)                                      |
| 2007      | A titkok háza                 | Joe's Palace                | Jason               | tévéfilm                                                    |
| 2008      |                               | Coming Up                   | Adams               | 1 epizód                                                    |
| 2008      |                               | Casualty 1907               | Nobby Clark         | 3 epizód                                                    |
| 2009      |                               | Freefall                    | Ian                 | tévéfilm                                                    |
| 2010      | Az élet megy tovább           | Moving On                   | Dave                | 1 epizód                                                    |
| 2010      |                               | Accused                     | Michael Lang        | 1 epizód                                                    |
| 2011—2019 | Trónok harca                  | Game of Thrones             | Theon Greyjoy       | - főszereplő (47 epizód) - magyar hangja: - Szűcs Péter Pál |
| 2016      | Közel az ellenséghez          | Close to the Enemy          | Ringwood            | minisorozat (7 epizód)                                      |
| 2019      | Kurtizánok kora               | Harlots                     | Isaac Pincher       | 5 epizód                                                    |
| 2020      |                               | White House Farm            | Brett Collins       | minisorozat (4 epizód)                                      |
| 2022      | Engedetlen hősök              | SAS: Rogue Heroes           | Jock Lewes          | - 4 epizód - magyar hangja: - Jéger Zsombor                 |
| 2023      | Transformers: EarthSpark      | Transformers: EarthSpark    | Tarantulas (hangja) | 1 epizód                                                    |

## Fordítás
- Ez a szócikk részben vagy egészben  az   Alfie Allen című angol Wikipédia-szócikk ezen változatának fordításán alapul.  Az eredeti cikk szerkesztőit annak laptörténete sorolja fel. Ez a jelzés csupán a megfogalmazás eredetét és a szerzői jogokat jelzi, nem szolgál a cikkben szereplő információk forrásmegjelöléseként.

## További információ
- Alfie Allen a Facebookon
- Alfie Allen a PORT.hu-n (magyarul)
- Alfie Allen az Internetes Szinkronadatbázisban (magyarul)
- Alfie Allen az Internet Movie Database-ben (angolul)
- Alfie Allen a Rotten Tomatoeson (angolul)